# Valle del Tronto
La valle del Tronto è l'ampio bacino idrografico del fiume omonimo: si estende prevalentemente nella regione Marche, toccando la maggior parte dei comuni della provincia di Ascoli Piceno, lambendo la provincia di Rieti nel Lazio, il Teramano settentrionale e i  comuni di Capitignano, Montereale e Campotosto della provincia dell'Aquila in Abruzzo.

## Geografia

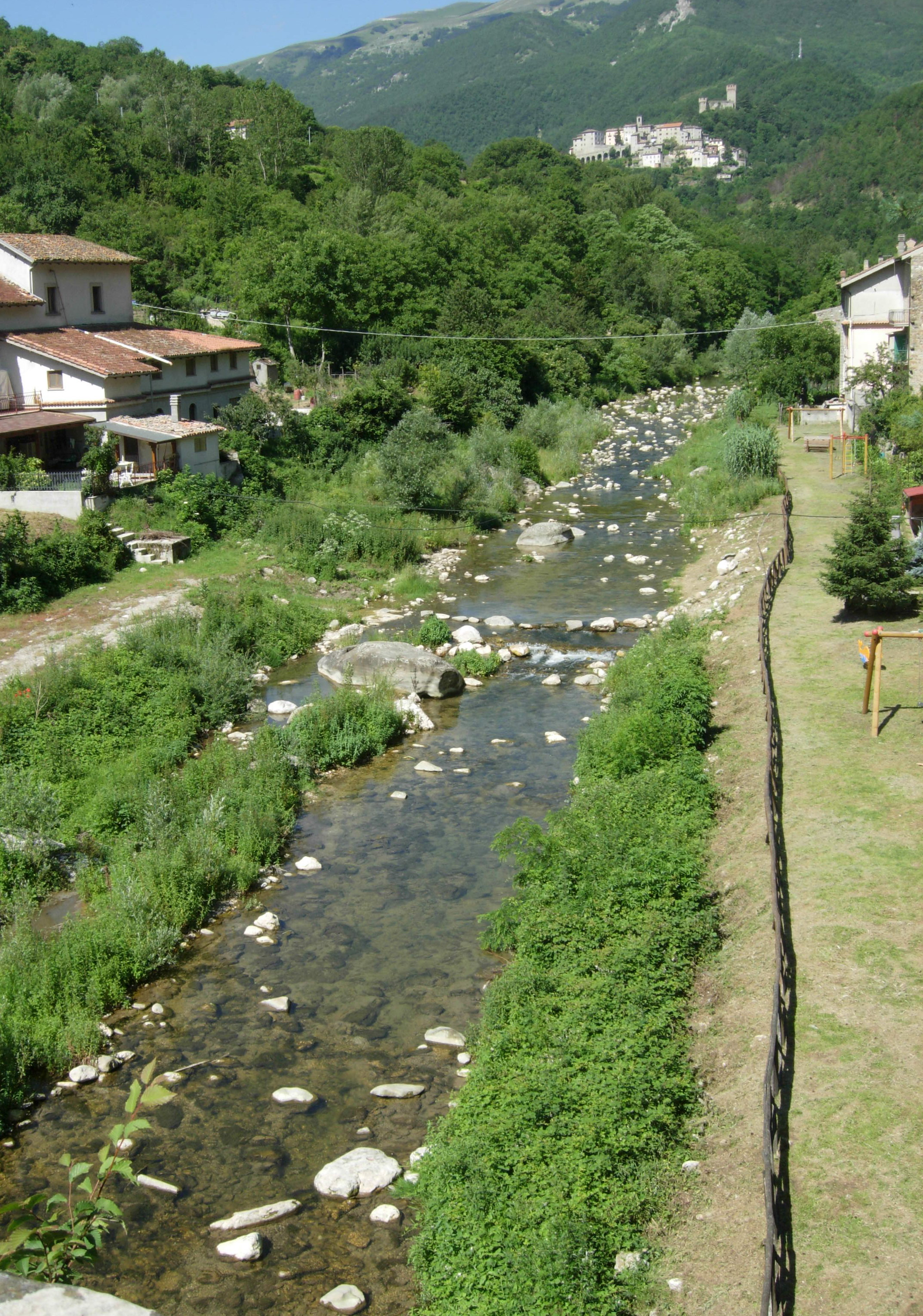
L'Alto Tronto a Trisungo con la Rocca e il paese di Arquata sullo sfondo

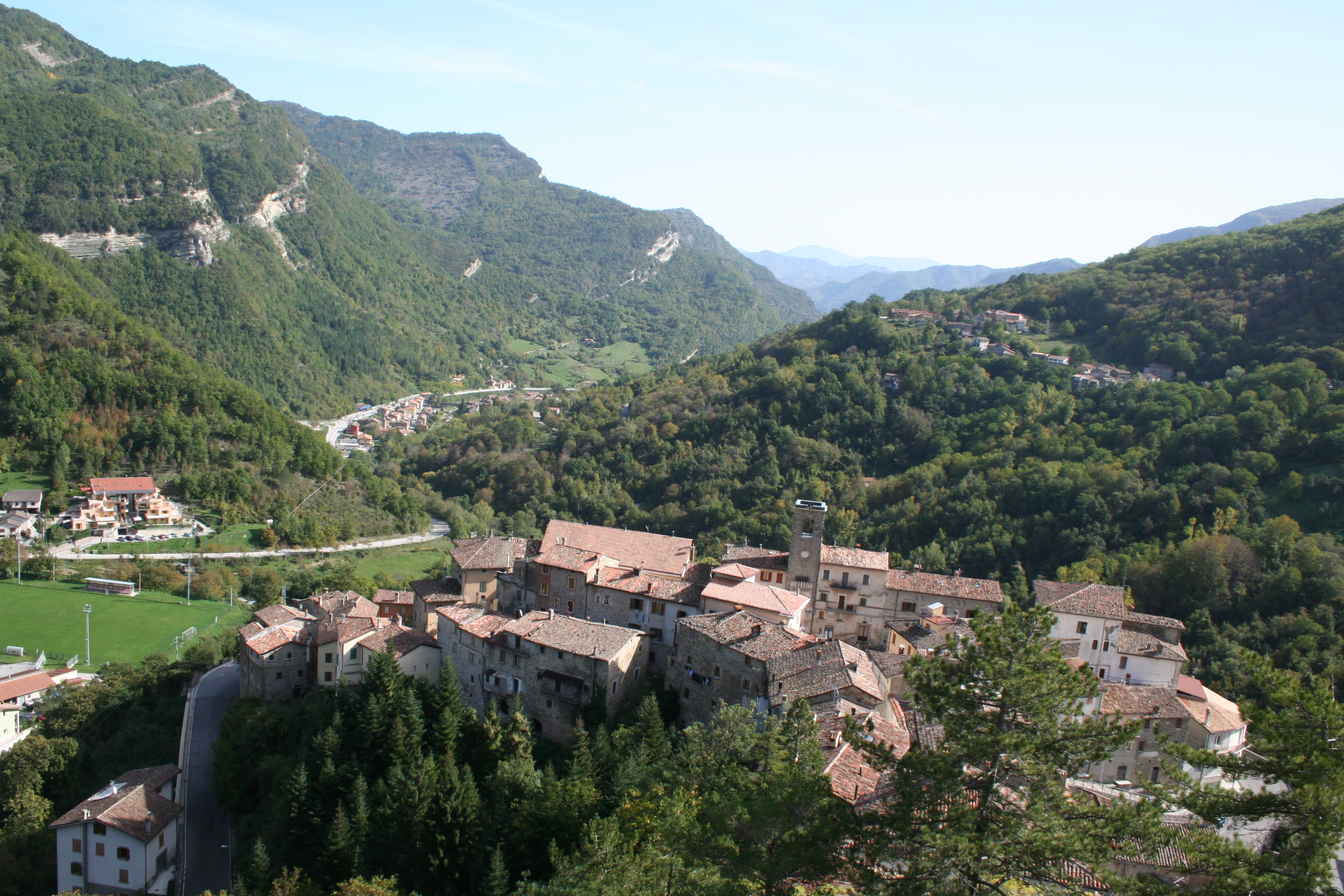
Panorama sull'Alta valle del Tronto in direzione Ascoli Piceno, visto dal mastio della Rocca di Arquata

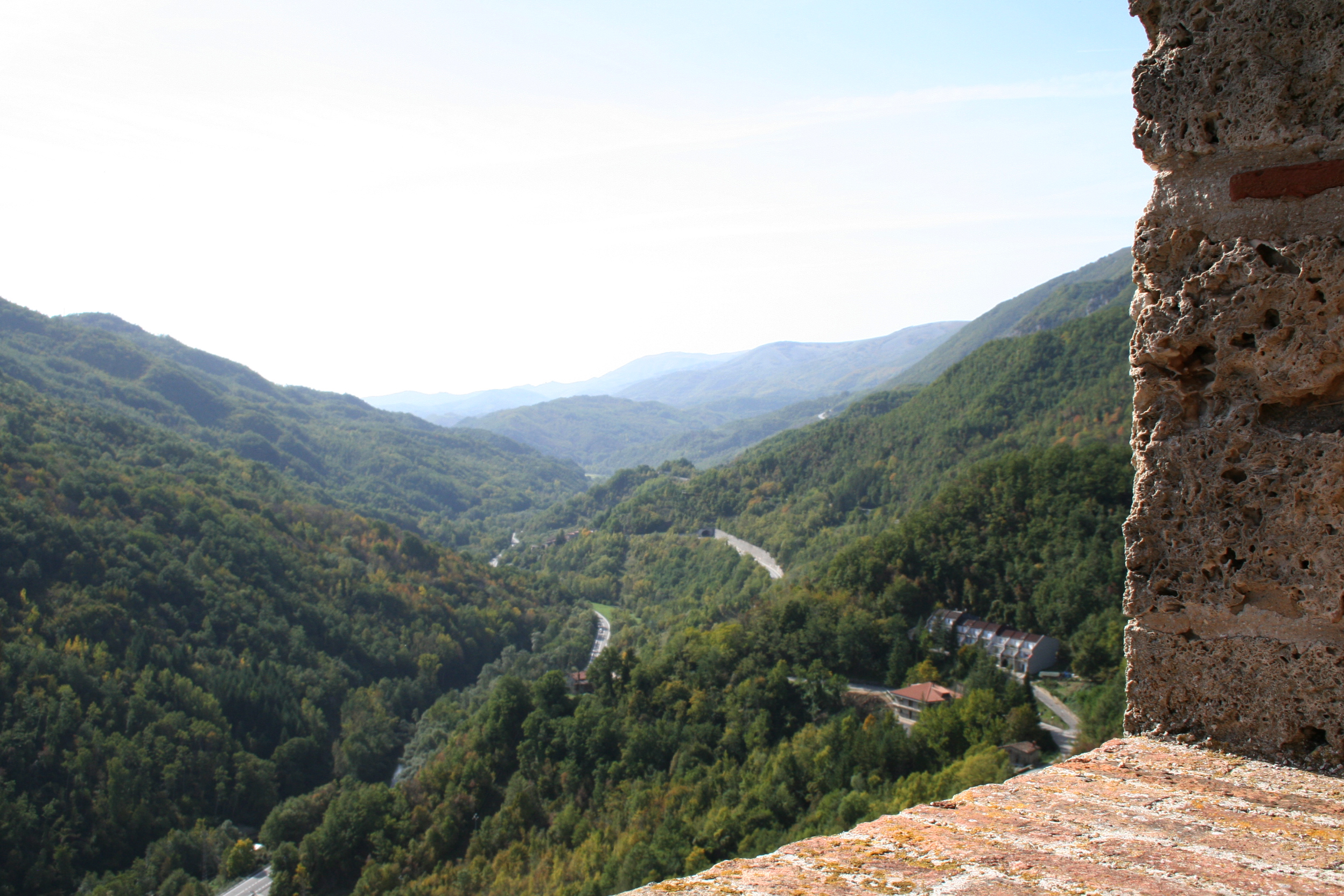
Panorama sull'Alta valle del Tronto in direzione Roma, fotografato dal mastio della Rocca di Arquata

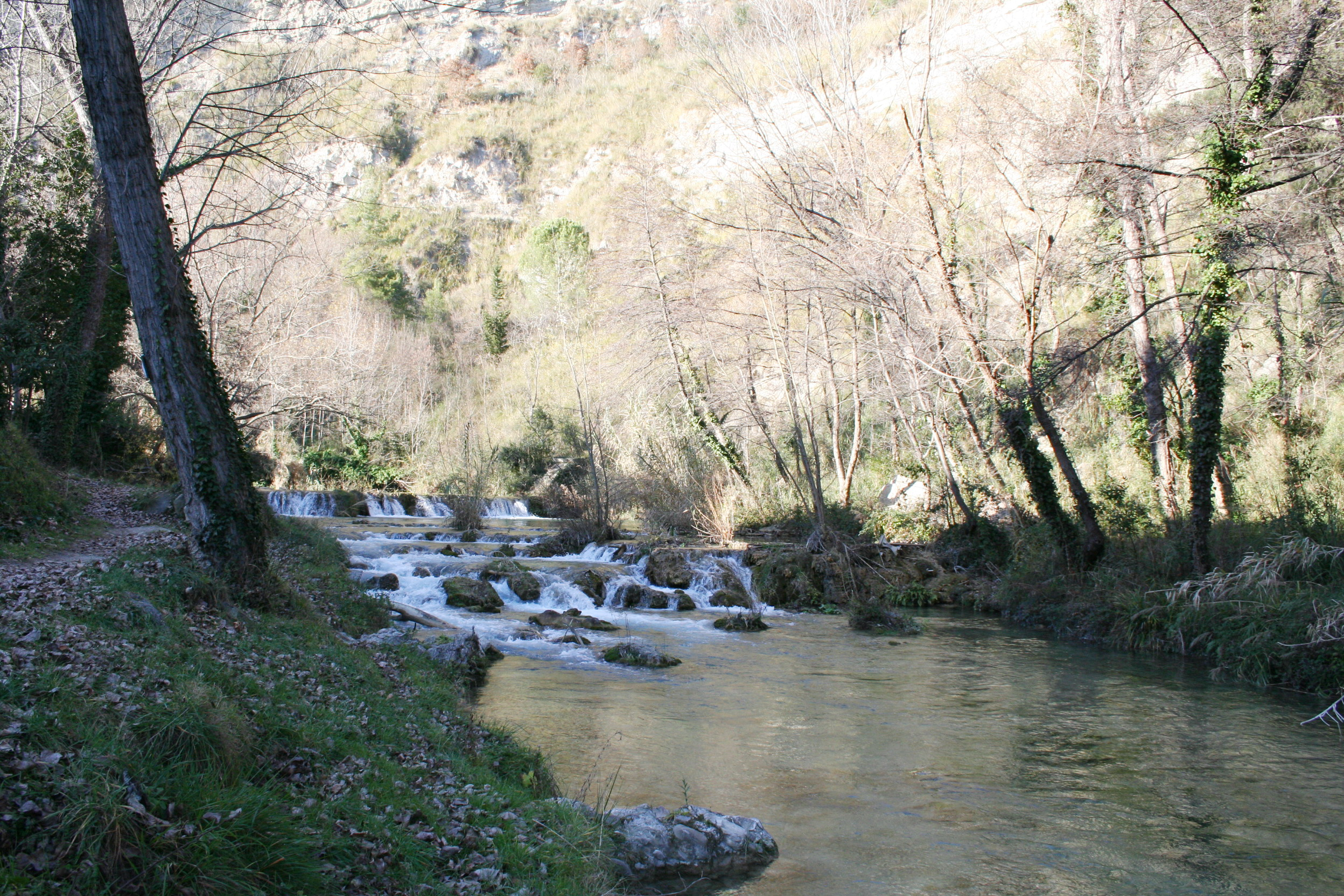
Il Castellano presso Ascoli

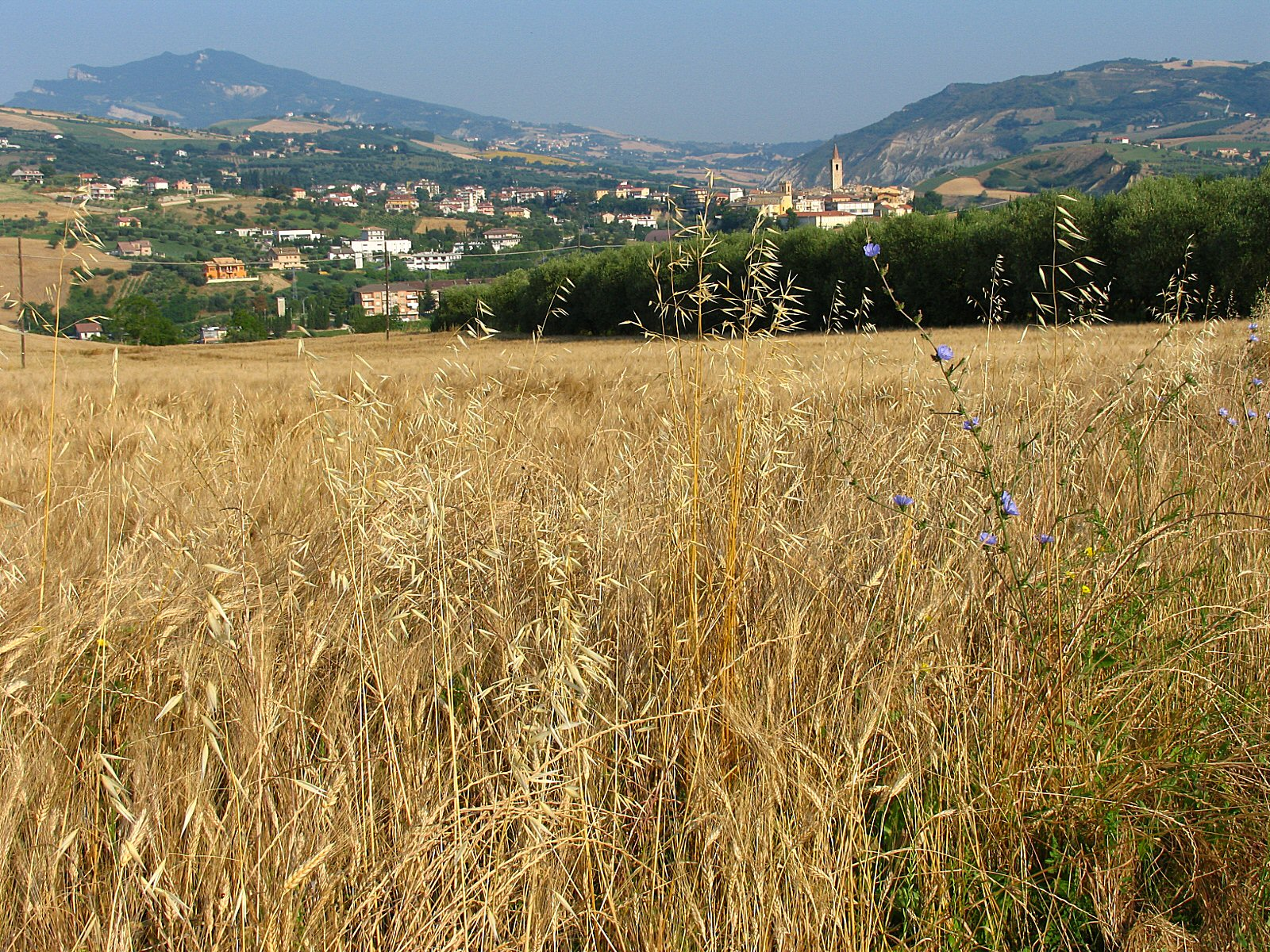
I dintorni di Appignano

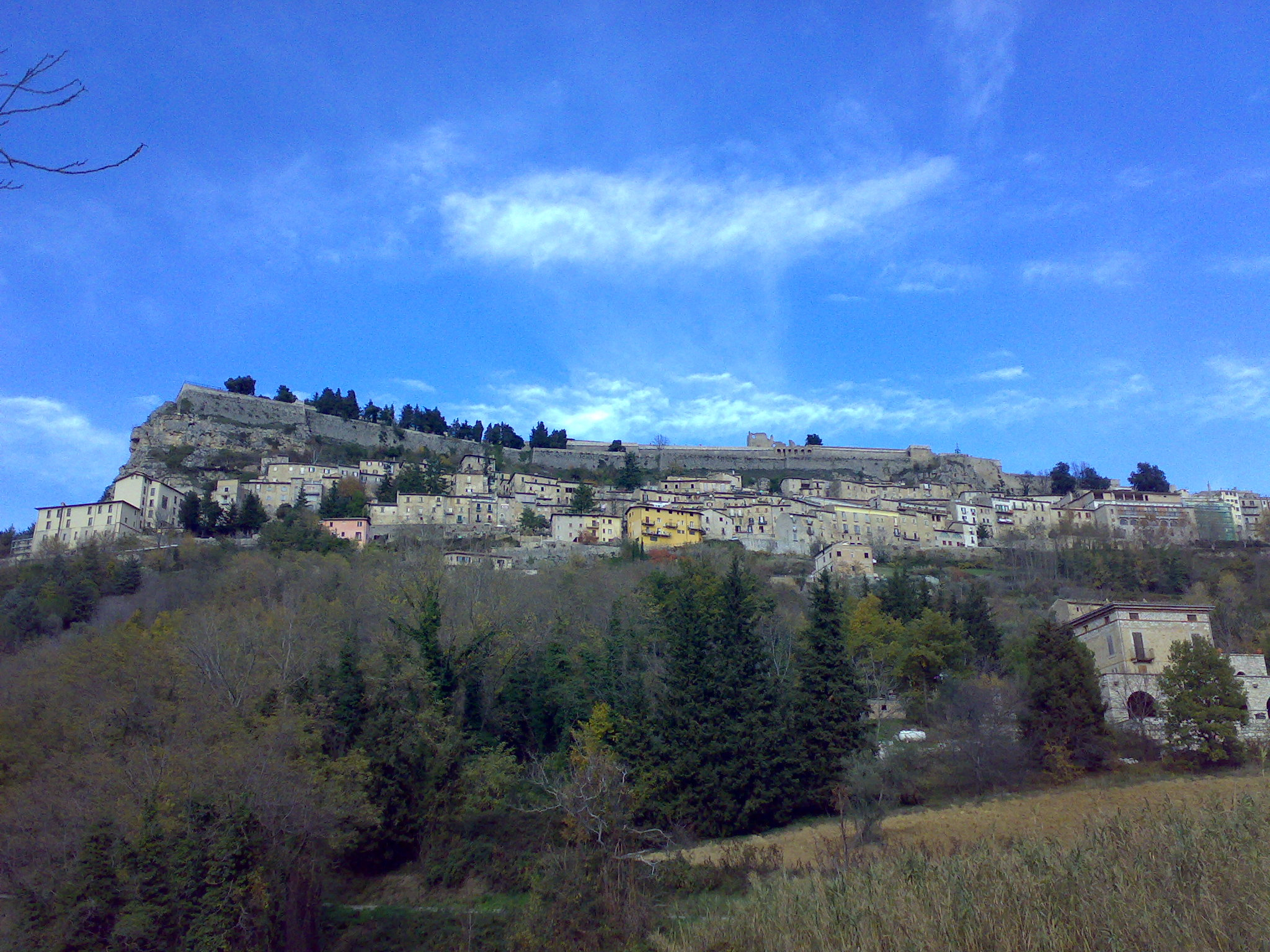
Civitella del Tronto

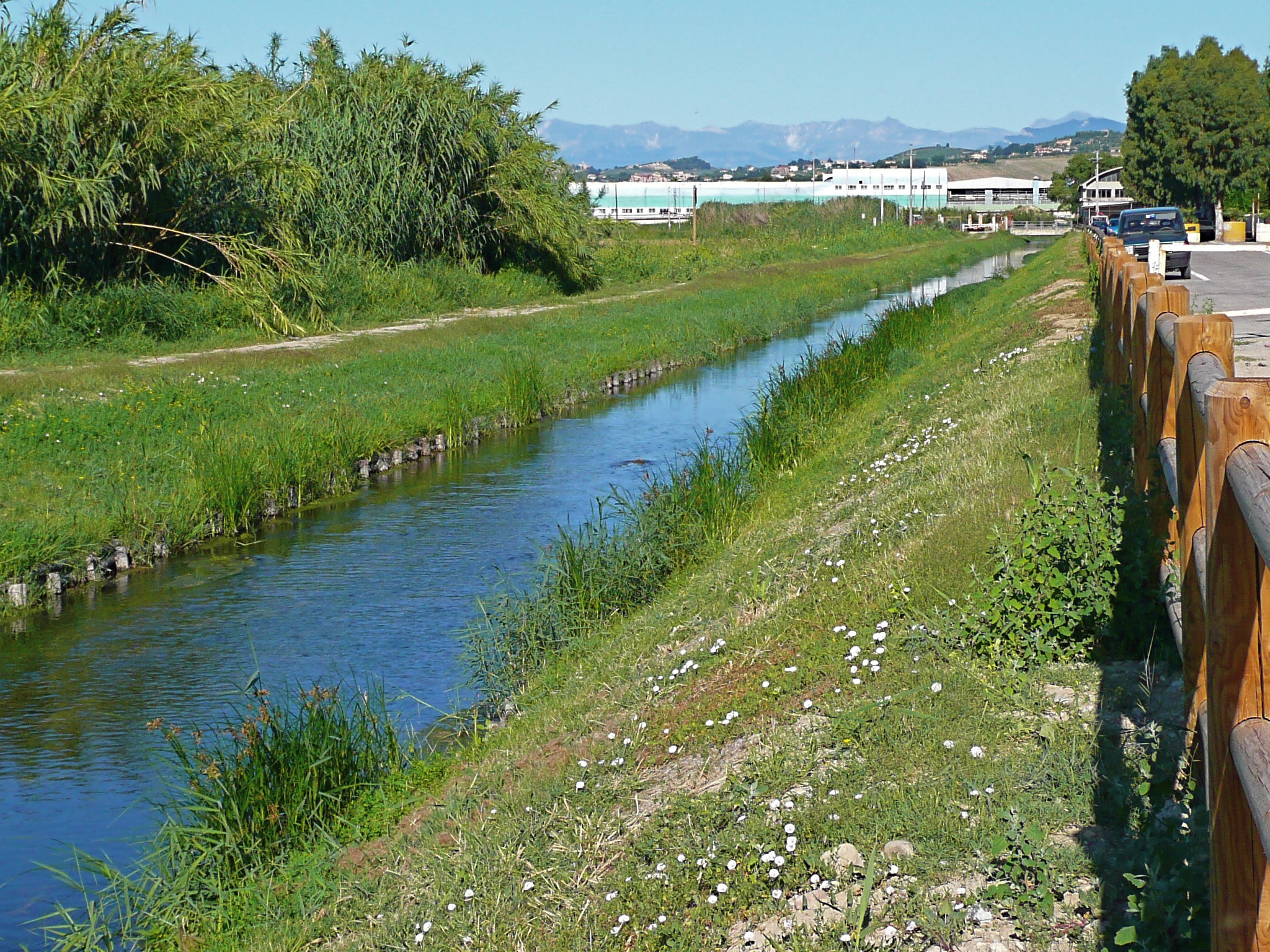
La Sentina

Si sviluppa per 1.192 km² tra i Monti della Laga, da cui sorge il fiume, e il mare Adriatico, chiusa a nord dal gruppo dei monti Sibillini e dalla cima preappenninica dell'Ascensione, a sud dalle vette gemelle della Montagna dei Fiori e della Montagna di Campli. Procedendo verso la foce, il fiume riceve l'apporto degli affluenti principali, in particolare del torrente Castellano che incontra nei pressi di Ascoli Piceno.
L'alto bacino, caratterizzato da fitta vegetazione ripariale, dalle sorgenti sulfuree e dalle cave di travertino di Acquasanta Terme, si apre all'altezza del capoluogo nella vasta piana altamente industrializzata del medio e basso corso del fiume. Sul territorio insistono due parchi nazionali, quello del Gran Sasso e Monti della Laga e quello dei Monti Sibillini. I comuni montani del versante marchigiano sono costituiti nella Comunità montana del Tronto. Nei pressi dell'estuario si situa l'area naturale protetta della Sentina.

## Geografia antropica: comuni

### Alta Valle del Tronto
- Accumoli (RI)
- Acquasanta Terme (AP)
- Amatrice (RI)
- Arquata del Tronto (AP)
- Ascoli Piceno
- Montegallo (AP)
- Palmiano (AP)
- Roccafluvione (AP)
- Valle Castellana (TE)
- Venarotta (AP)

### Media e Bassa Valle del Tronto
- Acquaviva Picena (AP)
- Ancarano (TE)
- Appignano del Tronto (AP)
- Ascoli Piceno
- Castignano (AP)
- Castel di Lama (AP)
- Castorano (AP)
- Civitella del Tronto (TE)
- Colli del Tronto (AP)
- Colonnella (TE)
- Controguerra (TE)
- Folignano (AP)
- Maltignano (AP)
- Martinsicuro (TE)
- Monsampolo del Tronto (AP)
- Monteprandone (AP)
- Offida (AP)
- San Benedetto del Tronto (AP)
- Sant'Egidio alla Vibrata (TE)
- Spinetoli (AP)

### Altri comuni
Ricade nella valle del Tronto anche una parte proporzionalmente meno estesa (in genere non inclusiva del capoluogo) dei comuni di Comunanza, Force, Ripatransone, Rotella (AP), Campotosto, Capitignano, Montereale (AQ) e Rocca Santa Maria (TE).

## Luoghi d'interesse artistico
Abruzzo
- Palazzo Ricci (Capitignano)
- Borgo di Montereale

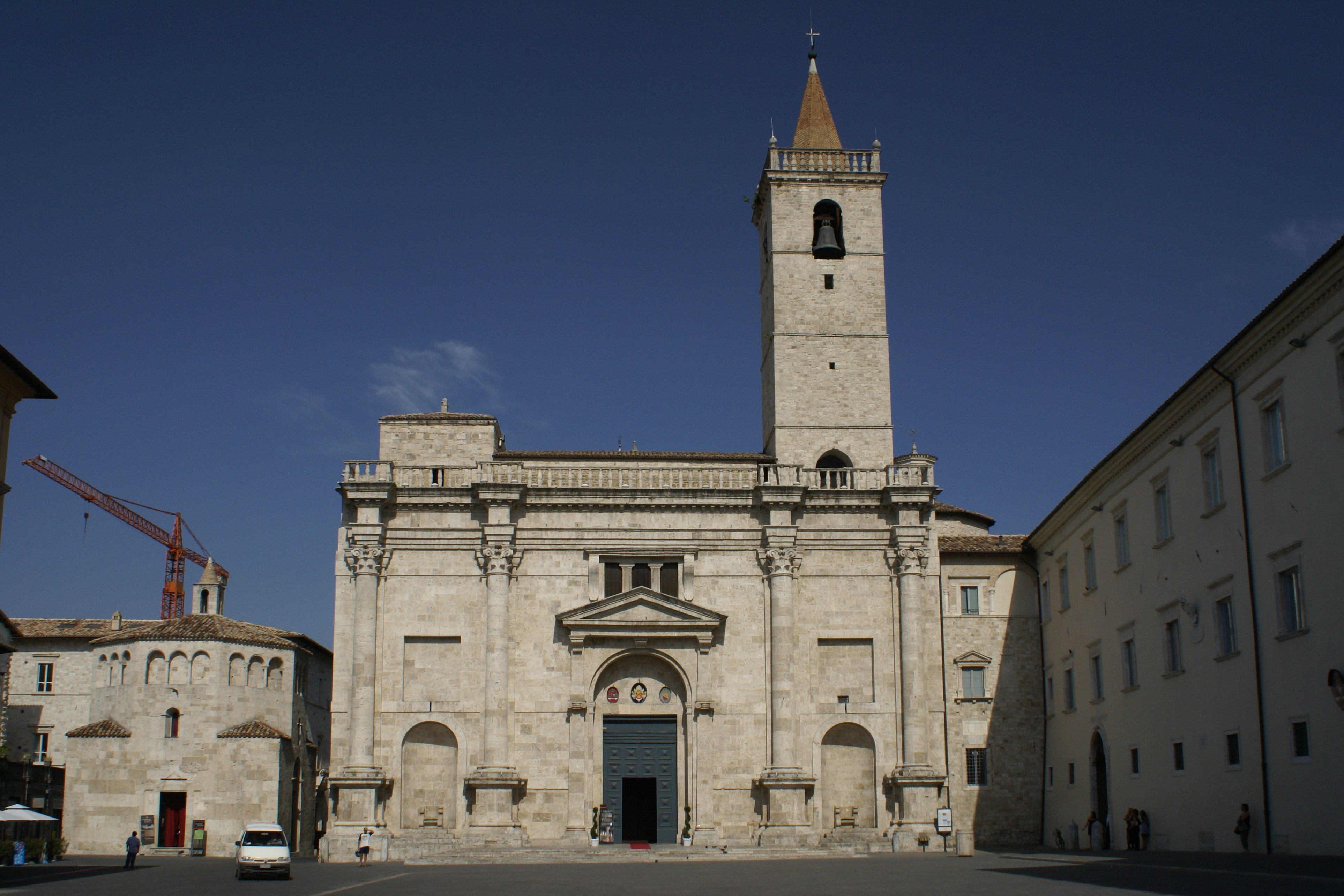
Cattedrale di Sant'Emidio di Ascoli Piceno

- Castello neogotico Bonifaci (Valle Castellana)
- Torre di Carlo V (Martinsicuro)

Lazio
- Santuario della Madonna delle Grazie (Varoni)
- Santuario dell'Icona Passatora (Ferrazza)
- Borgo medievale di Amatrice
- Chiesa di Sant'Agostino (Amatrice)
- Borgo medievale di Accumoli

Marche
- Borgo medievale di Arquata del Tronto
- Rocca di Arquata del Tronto
- Castel di Luco (Acquasanta Terme)
- Piazza del Popolo (Ascoli Piceno)
- Cattedrale di Sant'Emidio (Ascoli Piceno)
- Chiesa di San Francesco (Ascoli Piceno)
- Chiesa di San Pietro Martire (Ascoli Piceno)
- Battistero di San Giovanni Battista (Ascoli Piceno)
- Forte Malatesta (Ascoli Piceno)
- Palazzo Bonaparte (Ascoli Piceno)
- Palazzetto Longobardo (Ascoli Piceno)
- Eremo di San Marco (Ascoli Piceno - Piagge)
- Chiesa di Santa Maria della Rocca (Offida)
- Miracolo eucaristico di Offida, chiesa di Sant'Agostino (Offida)
- Rocca di Acquaviva Picena

## Infrastrutture e trasporti
La valle del Tronto è attraversata nella sua interezza dall'importante arteria della SS 4, che segue il tracciato della Salaria antica. Le si affianca, all'altezza di Porta Cartara presso il centro storico di Ascoli Piceno, il raccordo autostradale RA11 (superstrada Ascoli-Mare) che si immette nell'A14 presso Centobuchi e nella SS16 a Porto d'Ascoli.